# 呼子大綱引き
呼子大綱引き（よぶこおおつなひき）は、佐賀県唐津市呼子町呼子で行われる伝統行事。
国指定重要無形民俗文化財。

## 開催地
呼子の市街地に当たる朝市通りで行われる。
三神社に綱の中心を置く。

## 歴史
豊臣秀吉が名護屋城に陣を構えていた頃、将兵の士気を高めるために、加藤清正と福島正則の陣営を東西に分け軍船の綱を用いて引かせたことから始まった伝統的な祭り。

## 内容
もともとは旧端午の節句に行なわれていたが、現在では6月の第1土曜日（子供綱）、日曜日（大人綱）の2日間にわたって行う。
町民を岡組と浜組に二分し、老若男女が直径15センチメートル、長さ400メートルの大綱を、ドラと火矢の合図で引き合い、岡組が勝った年は豊作、浜組が勝った年は大漁と伝えられている。
綱引きが行なわれる道路上のタイルの図柄は、岡組側（豊作）、浜組側（大漁）を表わし、3本の線は勝敗を決する中心線（ミト）と、勝敗線を示す。観光客の飛び入り参加も勝敗を左右する。
勝負は、一日最大3回行われる。大綱引きの様子は、NBCラジオ佐賀で生放送される。